# Slovak Lines

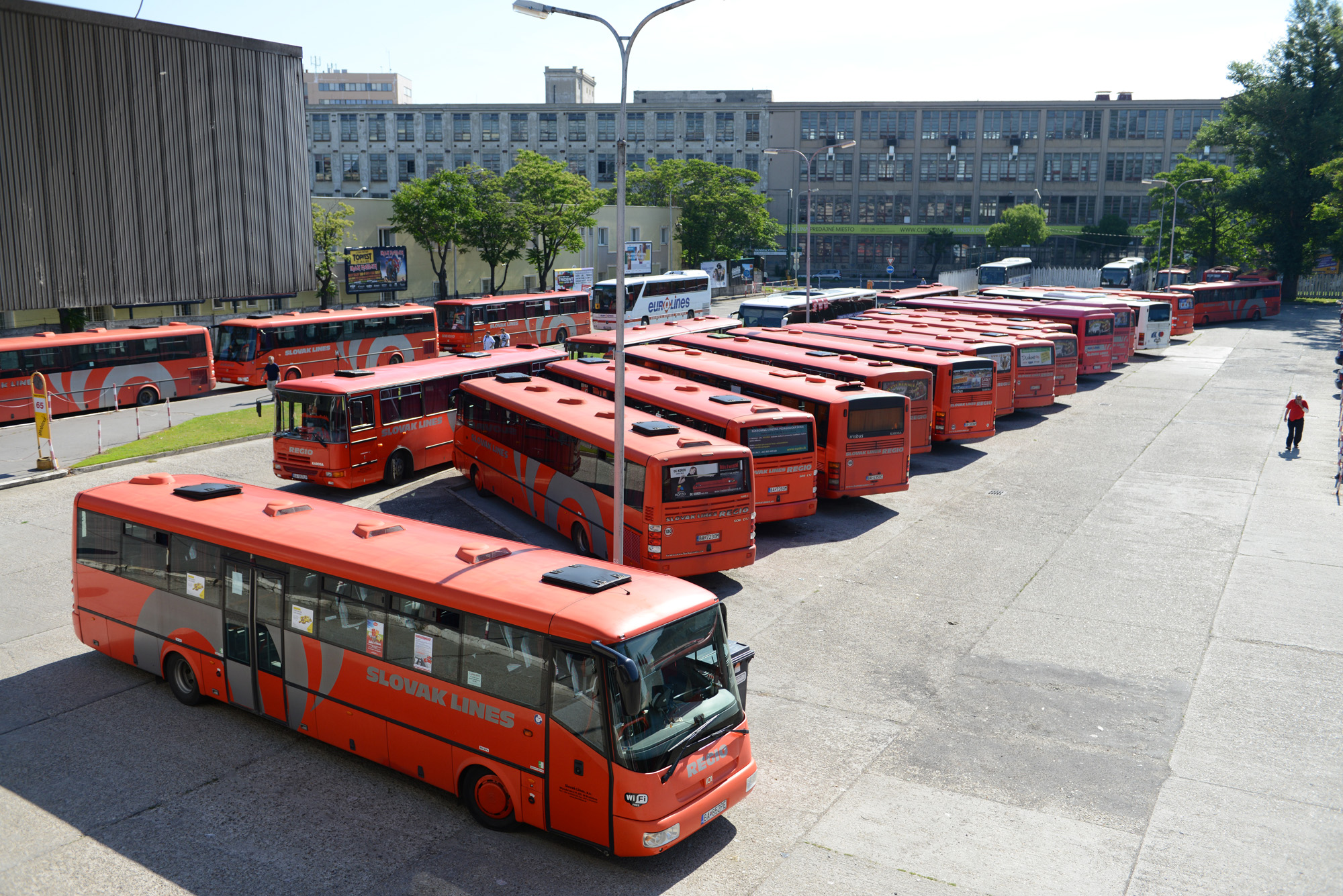
Autobusy společnosti Slovak Lines v Bratislavě

Slovak Lines, a.s. (do roku 2007 Slovenská autobusová doprava Bratislava, akciová spoločnosť, zkr. SAD Bratislava, a.s.) je slovenská akciová společnost provozující městskou, meziměstskou a mezinárodní autobusovou dopravu. Již před rokem 2007 firma používala název Slovak Lines jako značku.

## Předchůdci / starší názvy
- Československá státní automobilová doprava, národní podnik Bratislava přesný název podniku nezjištěný (pouze pravděpodobná podoba) 1952–1960 a 1960–1963
- Československá státní automobilová doprava, národní podnik Bratislava – 1963 – červenec 1989
- Československá automobilová doprava, státní podnik Bratislava – červenec 1989 – prosinec 1993
- Slovenská autobusová doprava, státní podnik, Bratislava – leden 1994 – leden 1996
- Slovenská autobusová doprava Bratislava, státní podnik – leden 1996 – září 2001
- Slovenská autobusová doprava Bratislava, akciová spoločnosť / v skratke SAD Bratislava, a.s. / – září 2001 – únor 2007[1]
- Slovak Lines, a.s. od března 2007[1]

## Pravidelná doprava[pozn. 1]

### Příměstská doprava
- Bratislava – Marianka – Stupava – Borinka
- Bratislava – Stupava – Rohožník
- Bratislava – Dobrohošť – Vojka nad Dunajom – Bodíky – Gabčíkovo (zrušena)
- Bratislava – Bernolákovo – Chorvatský Grob – Slovenský Grob – Viničné – Pezinok
- Bratislava – Rovinka – Dunajská Lužná – Tomášov – Senec
- Bratislava – Bernolákovo – Nová Dedinka
- Bratislava – Ivanka pri Dunaji – Malinovo – Tomášov
- Bratislava – Tomášov – Nový Život – Čenkovce
- Bratislava – Štvrtok na Ostrove – Čakany – Zlaté Klasy
- Bratislava – Miloslavov
- Bratislava – Dunajská Lužná – Šamorín, Čilistov
- Bratislava – Blatná na Ostrove – Gabčíkovo
- Bratislava – Blatná na Ostrove
- Bratislava – Malacky – Gajary
- Bratislava – Malacky – Malé Leváre / Závod – Borský Svätý Jur
- Bratislava – Malacky
- Bratislava – Zohor – Suchohrad – Malacky
- Bratislava – Malacky – Studienka – Bílkove Humence
- Bratislava – Pezinok – Zochova chata
- Bratislava – Pezinok – Modra
- Bratislava – Častá – Trnava
- Bratislava – Častá – Budmerice – Cífer
- Bratislava – Trstín – Chtelnica
- Bratislava – Pezinok – Limbach
- Bratislava – Pezinok – Viničné – Senec
- Bratislava – Pezinok – Baba
- Bratislava – Pezinok – Častá – Štefanová
- Bratislava – Senec – Blatné – Igram – Čataj
- Bratislava – Senec – Velké Úľany / Jelka
- Bratislava – Tureň – Senec – Hurbanova Ves
- Bratislava – Senec
- Bratislava – Veľký Biel – Senec
- Malacky – Plavecký Peter
- Malacky – Kuchyně – Pezinok
- Malacky – Láb – Jablonové, Turecký Vrch
- Senec – Senec, Svatý Martin
- Senec – Šenkvice – Báhoň – Vištuk – Modra
- Senec – Trnava
- Senec – Veľký Grob – Báhoň
- Senec – Kráľová pri Senci – Nový Svět
- Senec – Šamorín
- Senec – Veľký Biel – Tomášov
- Dunajská Lužná – Dunajská Lužná, nádraží (linka jezdila do 5.4.2013 ke spojům společnosti Regiojet – financována obcí)

### Dálková doprava
- Bratislava – Nitra – Levice – Dudince
- Bratislava – Nitra – Banská Bystrica – Liptovský Mikuláš / Brezno – Poprad – Vysoké Tatry
- Bratislava – Dunajská Streda – Veľký Meder – Komárno (zrušena)
- Bratislava – Trnava – Topoľčany – Partizánske – Bojnice
- Bratislava – Trnava – Nitra – Rožňava – Košice – Prešov (provozuje Eurobus)
- Bratislava – Trnava / Nitra – Zvolen – Liberec – Košice – Michalovce – Humenné ( zrušena)
- Bratislava – Trnava – Piešťany – Zlín – Žilina (zrušena)
- Bratislava – Piešťany – Zlín (zrušena)

### Mezistátní doprava
- Bratislava – Vídeň – Brusel – Londýn
- Bratislava – Vídeň
- Bratislava – Vídeň – Štrasburk – Paříž
- Košice – Bratislava – Curych – Ženeva
- Bratislava – Vídeň – Frankfurt nad Mohanem – Rotterdam
- Košice – Bratislava – Brémy – Hamburk
- Košice – Bratislava – Mnichov – Karlsruhe
- Bratislava – Bělehrad
- Bratislava – Atény
- Bratislava – Győr – Budapešť